# Щукин, Михаил Николаевич (машиностроитель)
Михаил Николаевич Щу́кин (1907—1995) — инженер-механик, машиностроитель (танко-, паровозо- и тепловозостроение). Также главный конструктор Харьковского завода транспортного машиностроения. Депутат Верховного совета Украинской ССР 2-го созыва.

## Биография
Сын Щукина Николая Михайловича, бухгалтера, и Щукиной (в девичестве Колобашкиной) Татьяны Николаевны. 

Работал в Центральном локомотивопроектном бюро Наркомата тяжёлой промышленности, в котором в 1931 году принимал непосредственное участие в проектировании мощных паровозов 1П (ФД) и 2П (ИС). Также автор проектов скоростного паровоза типа 2-3-2 и опытного газогенераторного теплопаровоза. В дальнейшем стал Главным конструктором Коломенского паровозостроительного завода. В 1944 году вместе с группой специалистов был переведён на ХПЗ (вскоре был переименован в Харьковский завод транспортного машиностроения), где был назначен главным конструктором по танкостроению. Участвовал в разработке танка Т-44. В 1945 году возглавил работы по проектированию ТЭ1 — первого советского послевоенного тепловоза, позже участвовал в проектировании ТЭ2. Под руководством Щукина ХЗТМ стал крупной тепловозостроительной базой, но в 1968 году производство локомотивов было свёрнуто и завод сосредоточился на выпуске танков.
В конце 1955 года, занимая пост начальника Технического управления Министерства тяжёлого машиностроения, Михаил Щукин совместно с рядом других крупных специалистов того времени принял участие в составлении обстоятельной записки о целесообразности замены паровозов на тепловозы и электровозы, а также прекращению выпуска паровозов.

## Награды и премии
- Сталинская премия второй степени (1946) — за разработку конструкции лёгкого артсамохода
- Сталинская премия третьей степени (1951) — за работу в области машиностроения
- орден Ленина
- орден Трудового Красного Знамени
- орден Красной Звезды
- медали